# Coco d'Or
Coco d'Or es un proyecto de música jazz japonés de Hiroko Shimabukuro, exmiembro de SPEED. Ese también fue el nombre del primer disco publicado en 2004 mientras que Coco d'Or 2 es el segundo Álbum publicado en 2006.

## "Coco d'Or"
El primer disco contiene las siguientes canciones:
1. "Route 66"
2. "Avalon"
3. "And The Melody Still Lingers On (Night in Tunisia)"
4. "Free"
5. "Fly Me To The Moon"
6. "Summertime"
7. "The Face I Love"
8. "The Girl From Ipanema"
9. "It's Only A Paper Moon"
10. "Orange Colored Sky"
11. "The Very Thought Of You"
12. "I Can Recall (Spain)"
13. "You'd Be So Nice To Come Home To"
14. "I Can't Give You Anything But Love"
15. "You're Everything"
16. "Calling You"